# هربی رابرتس
هربی رابرتس (به انگلیسی: Herbie Roberts) بازیکن فوتبال زادهٔ ۱۹ فوریه ۱۹۰۵ اهل انگلستان بود که سابقهٔ بازی در تیم ملی فوتبال انگلستان را در کارنامهٔ خود دارد. وی در تاریخ ۲۸ مارس ۱۹۳۱ تنها بازی ملی خود را در مقابل تیم ملی فوتبال اسکاتلند انجام داد.